# Tomás Pina
Tomás Pina Isla (ur. 14 października 1987 w Villarta de San Juan) – hiszpański piłkarz występujący na pozycji pomocnika w Deportivo Alavés.